# Giardini Fratelli Cervi
I Giardini Fratelli Cervi (comunemente chiamati Giardini del Castello) sono un ampio spazio di verde che circonda il Castello Svevo di Barletta. Si estendono su tutti i lati intorno al castello, tranne che lungo tutto il fronte nord, situato in prossimità del mare. 
All'interno sono presenti alcuni busti di personaggi importanti della città, due cannoni di bronzo che ricordano il Valor Militare della Città di Barletta e altri ornamenti storici.
I giardini sono andati incontro a lavori di restauro tesi a riqualificarne lo stato dei luoghi e il sistema di illuminazione, per essere trasformati in parco con aree attrezzate e dopo due anni, il 7 dicembre 2002, sono stati restituiti alla cittadinanza barlettana che ne ha fatto un punto nevralgico del centro storico.
Nei pressi dell'ingresso principale dei giardini, ubicato in asse con il rivellino, trova posto la storica fontana ornamentale, fortemente voluta dai soldati del Distretto Militare e inaugurata l'11 novembre 1941. Rimasta in disuso e poi andata parzialmente distrutta dopo gli episodi bellici, il 12 giugno 2004 la fontana è stata ricostruita e riattivata, grazie anche a un lavoro di recupero dei blocchi lapidei, svolgendo così la funzione di punto di distribuzione di acqua potabile.

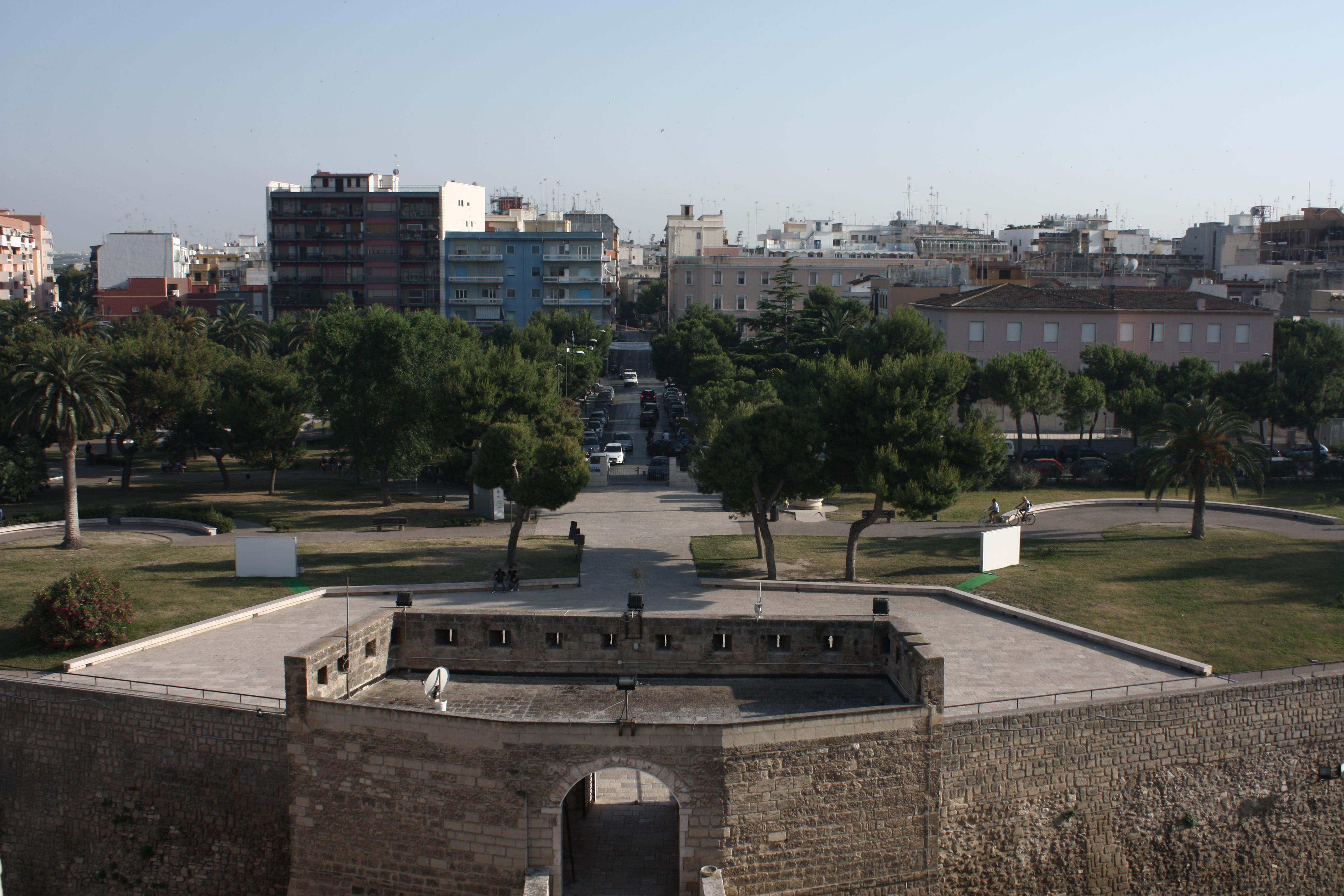
Rivellino e i giardini
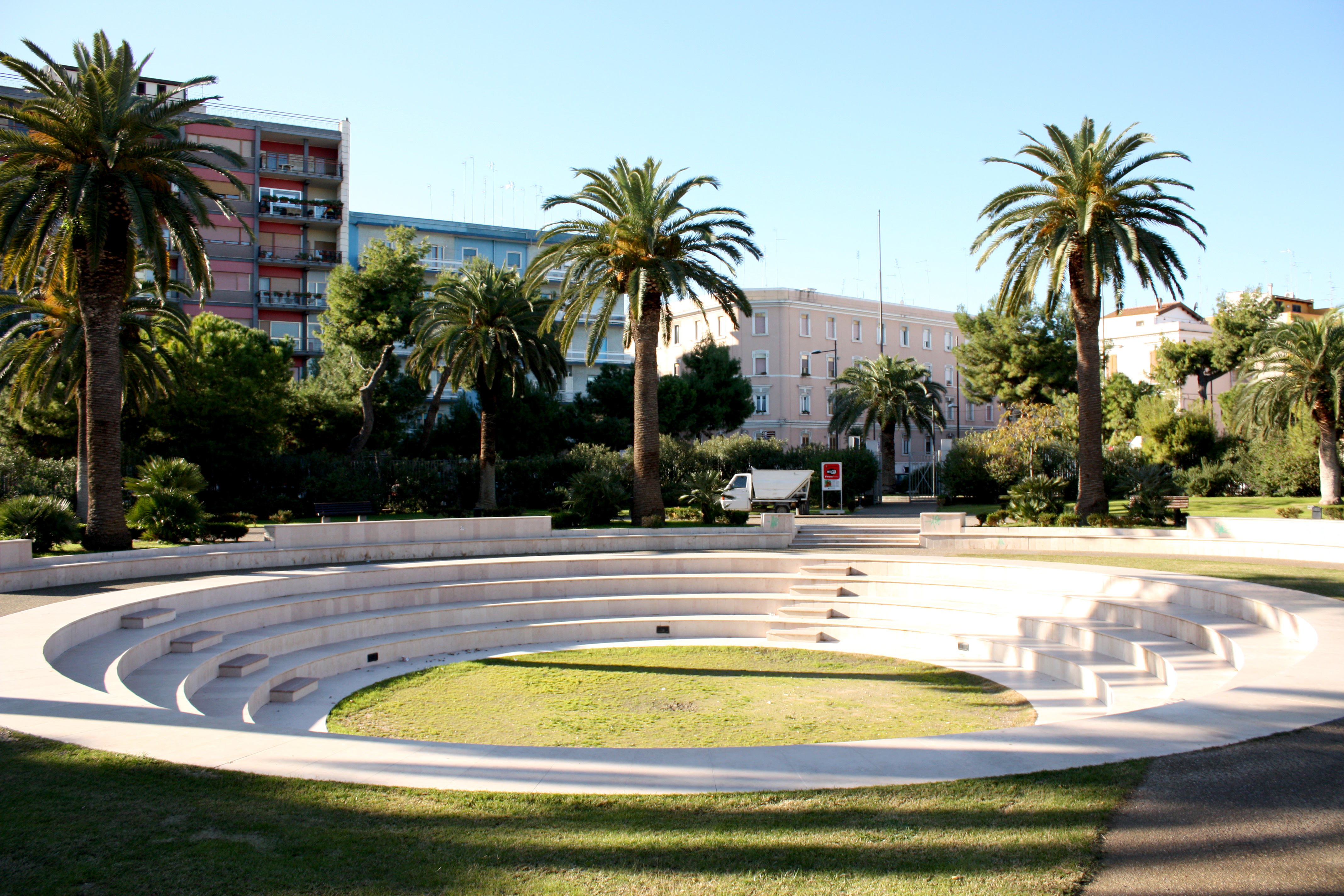
Anfiteatro situato nei Giardini
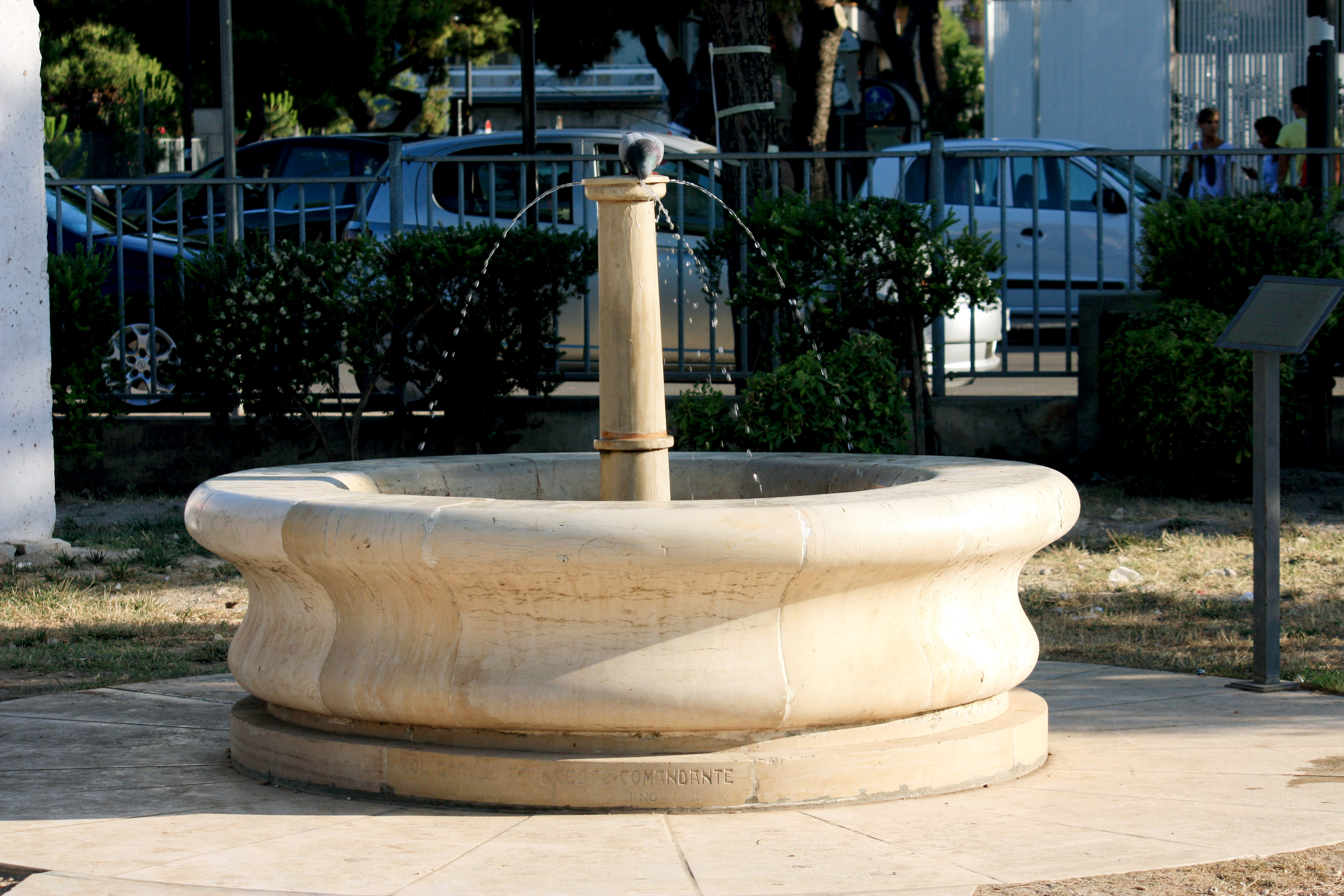
Fontana storica